# Lijst van premiers van Koeweit
Hieronder volgt een lijst van ministers-presidenten van Koeweit.

## Premiers van Koeweit (1962-heden)
| Premier | Premier                                           | Ambtstermijn     | Ambtstermijn     |
| ------- | ------------------------------------------------- | ---------------- | ---------------- |
|         | Jaber al-Ahmad al-Jaber al-Sabah (1e) (1926-2006) | 17 januari 1962  | 2 februari 1963  |
|         | Sabah III Al-Salim Al-Sabah (1913-1977)           | 2 februari 1963  | 30 november 1965 |
|         | Jaber al-Ahmad al-Jaber al-Sabah (2e) (1926-2006) | 30 november 1965 | 8 februari 1978  |
|         | Saad Al-Abdullah Al-Salim Al-Sabah* (1930-2008)   | 8 februari 1978  | 13 juli 2003     |
|         | Sabah Al-Ahmad Al-Jaber Al-Sabah (1929-2020)      | 13 juli 2003     | 30 januari 2006  |
|         | Nasser Muhammad Al Ahmad Al Sabah (1940)          | 30 januari 2006  | 4 december 2011  |
|         | Jaber Al-Mubarak Al-Hamad Al-Sabah (1942)         | 4 december 2011  | 19 november 2019 |
|         | Sabah Al-Khalid Al-Sabah (1953)                   | 19 november 2019 | 19 juli 2022     |
|         | Muhammad Sabah Al-Salem Al-Sabah (1955)           | 19 juli 2022     | 24 juli 2022     |
|         | Ahmad Nawaf Al-Ahmad Al-Sabah (1956)              | 24 juli 2022     | 4 januari 2024   |
|         | Muhammad Sabah Al-Salem Al-Sabah (1955)           | 4 januari 2024   | 15 mei 2024      |
|         | Ahmad Al-Abdullah Al-Sabah (1952)                 | 15 mei 2024      | heden            |

- Tussen 2 augustus 1990 en 4 maart 1991 in ballingschap in Taif, Saudi-Arabië, als gevolg van de Iraakse invasie in Koeweit.